# Ides Cauchie
Pour les articles homonymes, voir Cauchie.
Ides Cauchie, de son vrai nom Idesbald Cauchie, né en 1949, est un homme politique belge, membre du Centre démocrate humaniste. Vétérinaire de formation, il est bourgmestre d'Ellezelles depuis 2006. Premier suppléant de la liste cdH pour l’arrondissement de Tournai-Ath-Mouscron aux élections régionales de 2009, il prête serment comme député wallon le 5 février 2014 à la suite du décès du député Damien Yzerbyt.